# Valassina
La Vallassina (o Valassina) è la valle entro cui scorre la prima parte del fiume Lambro, situata nel Triangolo Lariano, cuore del lago di Como, in provincia di Como. La valle prende il nome dal paese di Asso, posto nel fondovalle, poco al di sopra della cascata della Vallategna, dove il torrente Foce si getta nel Lambro. L'importanza di Asso, oltre alla sua posizione, è data dall'essere stata a capo della pieve rappresentativa della valle per tutto il Medioevo e fino al XX secolo, la Pieve Vallassina o Pieve di San Giovanni Battista.
Il corpo principale della valle è quello posto in direzione nord-sud, attraversato direttamente dal Lambro in corso torrentizio, a partire dalla sorgente Menaresta, sita in comune di Magreglio, e giungendo, attraverso Barni e Lasnigo, al borgo di Asso. A questo si uniscono Civenna, paese posto sul colmo della valle, in posizione sopraelevata rispetto alla sorgente, e i paesini che, separati dal corpo principale della valle dal monte Roncaglia, sono ospitati dal declivio che conduce al Pian del Tivano, a ovest. Questi ultimi – ossia Rezzago, Caglio e Sormano – sono denominati collettivamente Monti di Sera per la loro posizione in direzione del tramonto. L'altra semivalle della Vallassina è costituita dall'attuale comune di Valbrona, attraversato dall'affluente Foce. Storicamente inoltre si include nel territorio vallassinese la frazione Onno di Oliveto Lario, posta al termine della Valbrona, sul Lago di Como.
La cascata della Vallategna è un luogo fortemente simbolico perché, oltre a costituire l'inizio della valle, segna anche la fine della Brianza, regione per definizione collinare, che vede nell'abitato di Canzo, con gli altri paesi che furono della Corte di Casale, il suo ultimo avamposto. Altri luoghi identificativi della Valle sono la chiesa della Madonna del Ghisallo, patrona dei ciclisti, posta esattamente al culmine della valle, a nord, prima della discesa per Bellagio, punta del Triangolo Lariano, e il Santuario di Campoè, nei Monti di Sera. Alle pendici dei Monti di Sera si trovano inoltre tre frazioni di Asso: Gemù, Mudronno e Brazzova. Un'altra frazione particolarmente rilevante è Visino, che costituisce la parte del comune di Valbrona più prossima ad Asso.
La parte più settentrionale della valle è dominata dal Monte San Primo, vetta più alta del Triangolo Lariano, mentre due montagne di più modeste dimensioni, l'Oriolo e la cima di Megna, sovrastante Asso, si collocano al cuore della Vallassina, separandone i due tronconi, quello del Lambro e quello di Valbrona. Tra Oriolo e Megna, alle spalle di Lasnigo, è presente un'altra piccola valle, al cui termine si trova la località di Crezzo, posta sul confine fra i comuni di Barni e Valbrona. A sud del Pian del Tivano si collocano il monte Palanzone – altra significativa cima del Triangolo Lariano, che domina i Monti di Sera – e il Barzaghino, monte di confine tra Rezzago e i paesi brianzoli di Canzo e Caslino, mentre sul lato orientale appartiene alla Vallassina il versante settentrionale dei Corni di Canzo.

## La peste
La peste nera colpì la Vallassina, che fino ad allora ne era stata preservata, nel 1361, quando, partendo da Milano, si estese a tutta la Lombardia. Non completamente domata, si sarebbe ripresentata dieci anni dopo, favorita da un'invasione di sorci e da una carestia. Non esistono dati sicuri, ma ad Asso solo quattro case risultano preservate; in memoria venne sistemato un piccolo angelo, a ricordo di quello che segnò le case degli ebrei in Egitto.
Durante il XIV secolo la peste tornò in Brianza ed in Vallassina nel 1384, e nel 1385 per ben quattro anni. Si ripresentò poi nel XVI secolo, nel biennio 1523-24 e nel 1549, particolarmente pesante in Lombardia (nel ducato di Milano le vittime furono 17.000). Le successive ondate del 1574 e del 1576 sono considerate localmente meno estese e micidiali. I dati a disposizione sono peraltro pesanti, lasciando intuire quali stragi debbano aver fatto le precedenti: nel 1574 morirono ad Asso trenta persone in soli quattro mesi; nel 1576 il numero è lo stesso, ma in soli 49 giorni; a Sormano i decessi furono 10 e ad Onno sette. La peste uccise, quindi, circa il 5% della popolazione, se è valido il dato per Asso di 600 residenti (nel 1530 Carlo Mazza riporta che fossero 400).
Il ritorno della peste nel 1576, detta "peste di San Carlo" fu da addebitare, secondo la tradizione, ad una ragazza dei Bonanomi di Asso, che ritrovò una collana di corallo, nascosta da una sorella morta di peste due anni prima, in un buco di un muro della propria abitazione. 
Dalla peste fu preservata, ad eccezione di una ragazza, la famiglia Magnocavallo di Asso. Questa fece voto di girare ogni sera per le contrade a chiedere di recitare «un pater ed un Ave» per i defunti, voto ancora rispettato alla fine del XVIII secolo.
Nel 1630, i lanzichenecchi, discesi in Italia come truppe imperiali, sostarono ad Onno e portarono con loro la grande peste. Ad Asso morirono 78 persone, a Barni 17, in un solo mese, dal 14 agosto allo stesso giorno di settembre.